# Xerraire ratllat
El xerraire ratllat (Trochalopteron virgatum) és un ocell de la família dels leiotríquids (Leiothrichidae).

## Hàbitat i distribució
Viu entre la malesa del bosc, vegetació secundària i matolls de les muntanyes de l'est de l'Índia als Cachar, Misoram, Manipur i Nagaland i oest de Myanmar.